# فرگشت پیرش
توضیح فرگشت پیرش در حقیقت به معنی توضیح این است که چرا نزدیک به تمامی موجودات زنده با گذر زمان و پیر شدن کم کم ضعیف تر می‌شوند و دست آخر می میرند. دانشمندان هنوز به یک جواب مشترک نرسیده‌اند و همچنان بنیاد فرگشت پیری موجودات زنده به عنوان یکی از پرسش‌های بنیادی بی‌جواب دانش زیست شناسی باقی‌مانده‌است.